# Vlachiolus vojtechi
Vlachiolus vojtechi – gatunek kosarza z podrzędu Laniatores i rodziny Samoidae. Jedyny znany przedstawiciel monotypowego rodzaju Vlachiolus.

## Występowanie
Gatunek jest endemiczny dla Kuby.